# Neospongodes atlantica
Neospongodes atlantica is een zachte koraalsoort uit de familie Nephtheidae. De koraalsoort komt uit het geslacht Neospongodes. Neospongodes atlantica werd in 1903 voor het eerst wetenschappelijk beschreven door Kükenthal. 